# Uranotaenia neotibialis
Uranotaenia neotibialis är en tvåvingeart som beskrevs av King och Harry Hoogstraal 1946. Uranotaenia neotibialis ingår i släktet Uranotaenia och familjen stickmyggor. Inga underarter finns listade i Catalogue of Life.